# Mount Ovington
Mount Ovington je nejvyšší hora horských pásem Hart Ranges v Kanadě s vrcholem v nadmořské výšce 2 949 m n. m. Leží na východě Britské Kolumbie, na jihovýchodním konci pohoří na západní hranici chráněné krajinné oblasti Kakwa Provincial Park.